# Cephalomanes singaporianum
Cephalomanes singaporianum är en hinnbräkenväxtart som beskrevs av V. d. Bosch. Cephalomanes singaporianum ingår i släktet Cephalomanes och familjen Hymenophyllaceae. Inga underarter finns listade.